# Palača Charlemagne
Palača Charlemagne poslovna je zgrada u Europskoj četvrti Bruxellesa, u kojoj su smještene Glavna uprava za ekonomska i financijska pitanja, Glavna uprava za trgovinu, a od 2015. i Služba unutarnje revizije Europske komisije.
Zgrada u tlocrtu ima 3 krila i visoka je 17 katova. Smještena je na adresi Rue de la Loi/Wetstraat 170 u gradu Bruxellesu, jednoj od 19 općina koje čine regiju Glavni grad Bruxelles. Poštanski broj općine je 1000, ali poštanski broj za Europsku komisiju je 1049.

## Povijest
Zgradu je projektirao arhitekt Jacques Cuisinier, a gradnja je dovršena 1967. u isto vrijeme kad i palača Berlaymont s ciljem da se razni odjeli Europske komisije raspršeni u mnogim zgradama Bruxellesa okupe jednoj ili dvije susjedne zgrade. Nakon što je Komisija odbila podijeliti Berlaymont s Vijećem Europske unije, tajništvo Vijeća se 1971. seli u palaču Charlemagne.
Godine 1995. Vijeće Europske unije se ponovo seli, ovaj put u palaču Justusa Lipsiusa, oslobodivši tako prostorije palače Charlemagne za temeljitu obnovu koju je 1998. godine dovršio Helmut Jahn, zamijenivši uglavnom betonski vanjski dio staklenim. Po završetku obnove u palaču se sele državni službenici Euroske komisije,  grupirajući tako svoje urede u ojektima oko kružnog toka Schuman.
Palača Charlemagne se razmatrala kao buduće sjedište Europske službe za vanjsko djelovanje (EEAS) osnovane 2010. godine, ali prijedlog je odbijen zbog negativne percepcije. Pošto se u njemu nalazi Generalna uprava za vanjske odnose (RELEX), ljudi bi EEAS doživljavali produljenje RELEX-a, a ne kao jedinstveno tijelo neovisno od Komisije.